# Nepenthes aristolochioides
Nepenthes aristolochioides – gatunek rośliny z rodziny dzbanecznikowatych, jedna z roślin owadożernych. Dzbanecznik z grupy górskich, objęty ochroną, tak jak inne rośliny owadożerne. Występuje tylko w środkowej Sumatrze na wysokości od 2000 do 2500 m n.p.m. w górach Tujuh w pobliżu góry Kerinci, czyli najwyższego szczytu na Sumatrze.

## Morfologia
Posiada dzbankowate liście pułapkowe, za pomocą których łapie owady. Dzbanki zielone przy mocniejszym świetle robią się brązowawe, nakrapiane brązowymi łatkami. Kołnierzyk jest najczęściej czerwony do brązowawego. Kształtem gatunek ten wyróżnia się spośród innych dzbaneczników. Tylna część dzbanka jest mocno podniesiona do góry poprzez co wejście do dzbanka znajduje się troszkę powyżej środka.

## Zastosowanie
Roślina ozdobna: Jest średnio trudny w uprawie. Wilgotność należy otrzymać w granicach 75%. W terrarium dobrze go postawić w pobliżu świetlówki, ponieważ gatunek ten lubi dużą ilość światła.

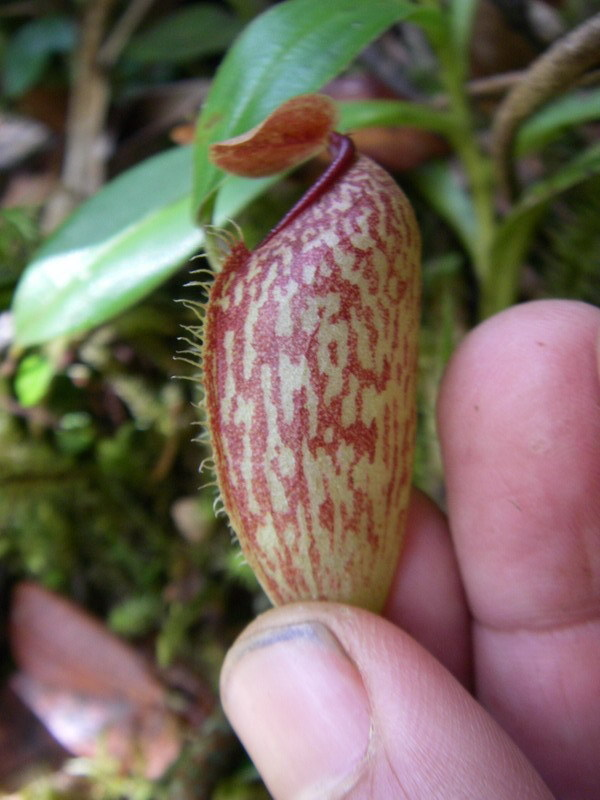